# مذبحة سربرنيتسا
مذبحة سربرنيتسا أو الإبادة الجماعية في سربرنيتسا (بالبوسنوية: Genocid u Srebrenici) هي إبادة جماعية شهدتها البوسنة والهرسك في الفترة من 11 إلى 22 يوليو 1995 خلال الحرب التي دارت في البوسنة والهرسك، وتُعد أسوأ مذبحة شهدتها أوروبا بعد الحرب العالمية الثانية. حدثت المذبحة في مدينة سربرنيتسا، راح ضحية المذبحة 8372 من المُسلمين البوشناق مُعظمُهم من الرجال والشيوخ والأطفال الذين تتراوح أعمارهم ما بين 12 و77 سنة.
نفذت المذبحة وحدات من جيش جمهورية صرب البوسنة كانت تحت قيادة راتكو ملاديتش، بمُشاركة وحدة العقارب شبه العسكرية الصربية. في أبريل 1993، أعلنت الأمم المتحدة منطقة سربرنيتسا المُحاذية لنهر درينا شمال شرق البوسنة والهرسك، أعلنتها منطقة آمنة تحت حماية القُوات الأُممية.
في أبريل 2013، اعتذر الرئيس الصربي توميسلاف نيكوليتش رسميًا عن المذبحة، لكنه تفادى وصف الواقعة بالإبادة الجماعية.
في 8 يوليو 2015، استخدمت روسيا حق النقض، بناء على طلب من جمهورية صرب البوسنة، للاعتراض على قرار للأمم المتحدة يعتبر مذبحة سربرينيتشا إبادة جماعية. وصفت صربيا قرار مجلس الأمن بأنه «ضد الصرب»، بينما أكدت الحكومات الأوروبية والأمريكية أن المذبحة ترقى لمُستوى الإبادة الجماعية. في 9 يوليو 2015، تبنى كل من البرلمان الأوروبي والكونغرس الأمريكي قرارات تُؤكد من جديد وصف المذبحة بأنها إبادة جماعية.
في 22 نوفمبر 2017، حكمت المحكمة الجنائية الدولية على الجنرال الصربي راتكو ملاديتش بالسجن المُؤبد، وأدانته بارتكاب جرائم حرب وجرائم إبادة جماعية خلال حرب البوسنة.
في 23 مايو 2024، وافقت الجمعية العامة للأمم المتحدة على تعيين يوم سنوي دولي للتفكر في الإبادة الجماعية التي وقعت في سربرنيتسا. صوت ضد مشروع القرار 19 عضوا وامتنع 68 عن التصويت. ويدين القرار بدون تحفظ أي إنكار للإبادة الجماعية في سربرنيتسا ويحث الدول الأعضاء على الحفاظ على الحقائق الثابتة بسبل تشمل نظمها التعليمية لوضع برامج مناسبة إحياء للذكرى ومنع الإنكار والتشويه وحدوث عمليات إبادة جماعية في المستقبل.

## خلفية

### الصراع في شرق البوسنة
في 1 مارس 1992، أعلنت البوسنة والهرسك استقلالها عن جمهورية يوغوسلافيا الاتحادية الاشتراكية. نالت جمهورية البوسنة والهرسك اعتراف الاتحاد الأوروبي في 6 أبريل 1992 والولايات المتحدة في اليوم الذي تلاه. هذا الاعتراف الدولي لم يكن كافيا لوقف الصراع الناشئ في المنطقة، حيث بدأ صراع عنيف للسيطرة على الأراضي بين أكبر ثلاث مجموعات عرقية في البوسنة والهرسك : البوشناق والكروات والصرب. قاد المُجتمع الدولي مُحاولات دبلوماسية عديدة لإحلال السلام في البلد، لكن النتائج كانت محدودة للغاية. في الجزء الشرقي من البوسنة، بالقرب من الحدود مع صربيا، كان القتال شرسا بشكل خاص بين البوشناق والصرب.

### سربرنيتسا منطقة آمنة
في 16 أبريل 1993، أصدر مجلس الأمن التابع للأمم المتحدة القرار رقم 819، طالب فيه بأن "تُعامل جميع الأطراف المعنية مدينة سربرنيتسا والمناطق المُحيطة بها كمنطقة آمنة وجب أن تكون خالية من أي هجوم مسلح أو أي عمل عدائي آخر". وفي 18 أبريل 1993، وصلت أول مجموعة من أفراد قوة الحماية التابعة للأمم المتحدة إلى سريبرينيتسا. في مايو 1993، تم التوصل إلى اتفاق لتجريد منطقة سريبرينيتسا من السلاح. وبحسب تقارير الأمم المتحدة، "وافق الجنرال سيفير خليلوفيتش والجنرال راتكو ملاديتش على تدابير تُغطي كامل جيب سريبرينيتسا وجيب شيبا المُجاور. وبموجب شروط الاتفاق الجديد، ستُسلم القوات البوسنية داخل الجيب أسلحتها وذخائرها إلى قوة الحماية التابعة للأمم المتحدة، وبعد ذلك ستنسحب "الأسلحة والوحدات الثقيلة الصربية التي تشكل تهديدا للمناطق المجردة من السلاح التي كانت ستنشأ في شيبا وسربرينيتسا". على وجه التحديد أن سريبرينيتسا كان ينبغي اعتبارها "منطقة منزوعة السلاح"، على النحو المُشار إليه في المادة 60 من البروتوكول الإضافي الأول لاتفاقيات جنيف، والمُتعلقة بحماية ضحايا النزاعات المسلحة بين الدول.
تمركز ما بين 1000 و2000 جندي من 3 كتائب تابعة لجيش جمهورية صرب البوسنة حول سريبرينيتسا، مُجهزة بالدبابات والمُدرعات وسلاح المدفعية وقذائف الهاون. لم تكن الفرقة الجبلية الثامنة والعشرون لجيش جمهورية البوسنة والهرسك المُتبقية في سريبرينيتسا جيدة التنظيم أو التجهيز : لم يكن هناك هيكل قيادة ثابت ونظام اتصالات، وكان بعض الجنود يحملون بنادق صيد قديمة أو لا يحملون أسلحة على الإطلاق. قلة منهم لديهم الزي الرسمي المناسب.
منذ البداية، انتهك طرفا النزاع اتفاق «المنطقة الآمنة». شهد المقدم توم كاريمانز (قائد القوات الهولندية) أمام المحكمة الجنائية الدولية ليوغوسلافيا السابقة بأن أفراده مُنعوا من العودة إلى الجيب من قبل القوات الصربية وأنه مُنعت المعدات والذخائر من الدخول. اشتكى البوشناق في سريبرينيتسا من الهجمات التي يشنها الجنود الصرب، بينما بدا للصرب أن قوات الحكومة البوسنية في سريبرينيتشا تستخدم «المنطقة الآمنة» كقاعدة ملائمة لشن هجمات مضادة ضد جيش جمهورية صرب البوسنة وأن قوة الحماية الأُممية فشلت في اتخاذ أي إجراء لمنعها. اعترف الجنرال سيفر خليلوفيتش بأن مروحيات تابعة لجيش جمهورية البوسنة والهرسك قد طارت في انتهاك لمنطقة حظر الطيران وأنه أرسل شخصيا 8 مروحيات بالذخيرة إلى الفرقة 28.

### نزع السلاح في سربرنيتسا

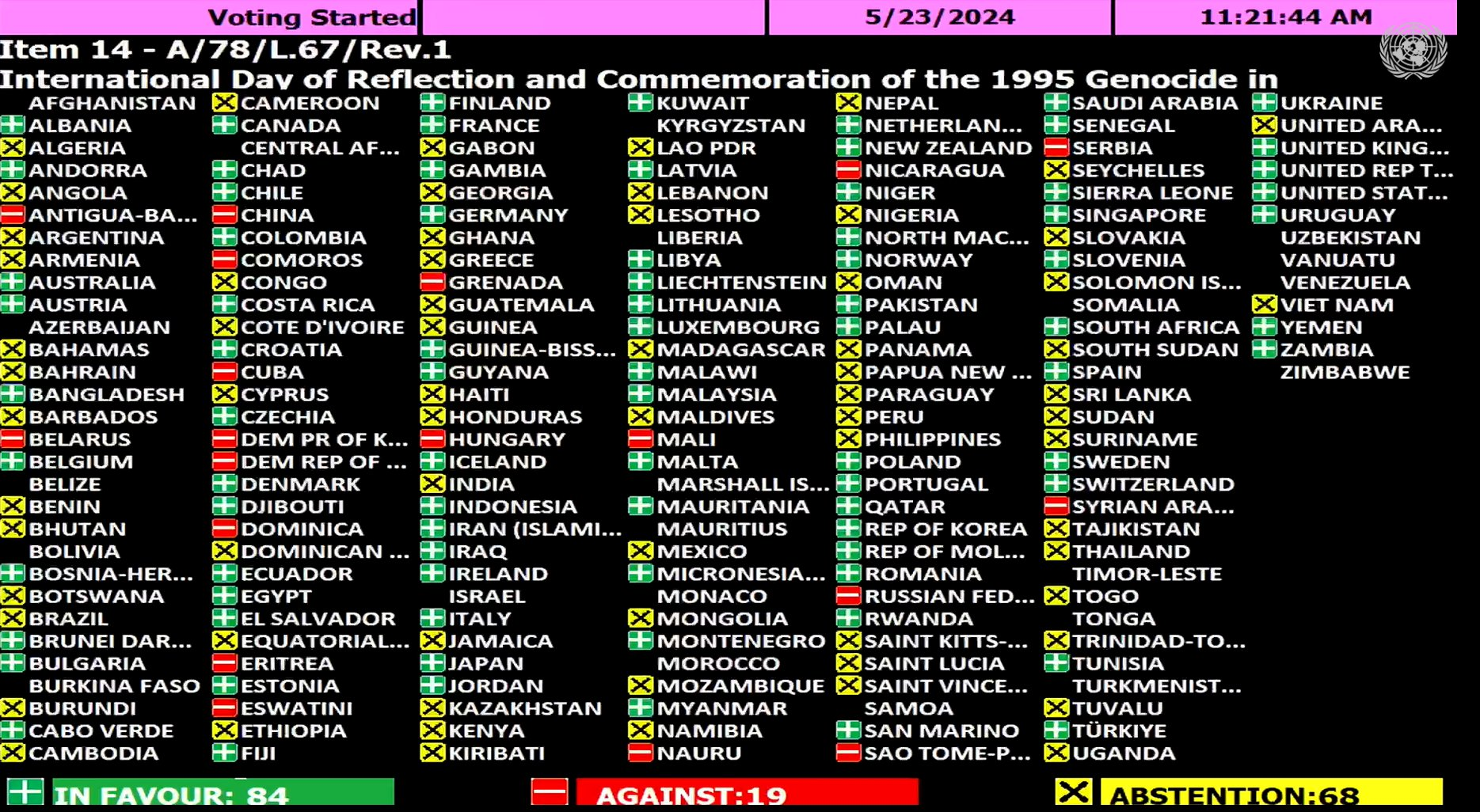
صورة لنتائج تصويت الأمم المتحدة لوضع يوم لذكرى لمذبحة سربرنيتسا

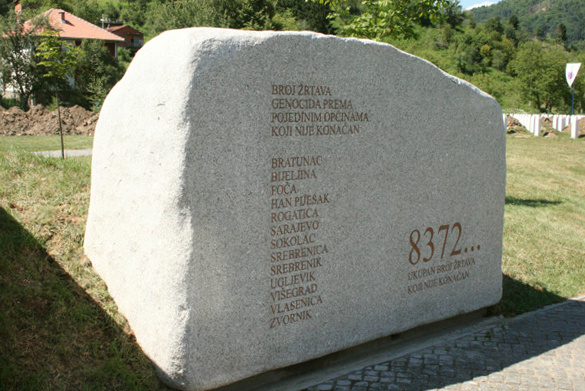
نصب تذكاري للإبادة الجماعية في سريبرينيتشا في بوتوشاري.

وصلت بعثة تابعة لمجلس الأمن بقيادة دييغو أريا إلى سريبرينيتشا في 25 أبريل 1993، وفي تقريرهم اللاحق إلى الأمم المتحدة، أدانت الصرب لارتكابهم «عملية بطيئة من الإبادة الجماعية». ثم ذكرت البعثة أن «قوات الصرب يجب أن تنسحب إلى النقاط التي لا تستطيع فيها مُهاجمة المدينة أو مضايقتها أو ترويعها. يجب أن تكون قوة الحماية التابعة للأمم المتحدة في وضع يُمكنها من تحديد المعايير ذات الصلة. وتعتقد البعثة، كما تفعل قوة الحماية، أن المسافة الفعلية التي يبلغ طولها 4.5 كم بمقدار 0.5 كم تقرر كمنطقة آمنة يجب توسيعه إلى حد كبير». وذكرت تعليمات محددة من مقر الأمم المتحدة في نيويورك أنه ينبغي ألا تكون قوة الحماية الأُممية مُتحمسة للغاية في البحث عن أسلحة البوشناق، وبعد ذلك، ينبغي للصرب أن يسحبوا أسلحتهم الثقيلة قبل أن يتخلى البوشناق عن أسلحتهم. لم يقم الصرب أبدًا بسحب أسلحتهم الثقيلة.
باءت المحاولات المُتعددة لنزع سلاح القوات البوسنية وفرض انسحاب قُوات صرب البوسنة بالفشل. خبأت القُوات البوسنية غالبية أسلحتهم الثقيلة والمُعدات الحديثة والذخيرة في الغابة المُحيطة ولم يُسلموا سوى أسلحتهم القديمة. من ناحية أخرى، بالنظر إلى الفشل في نزع سلاح القُوات البوسنية، رفضت قوات صرب البوسنة الانسحاب من الخُطوط الأمامية بحُجة توفرهم على معلومات استخباراتية بشأن الأسلحة المخفية.

### تدهور الوضع في «المنطقة الآمنة» في سربرينيتسا

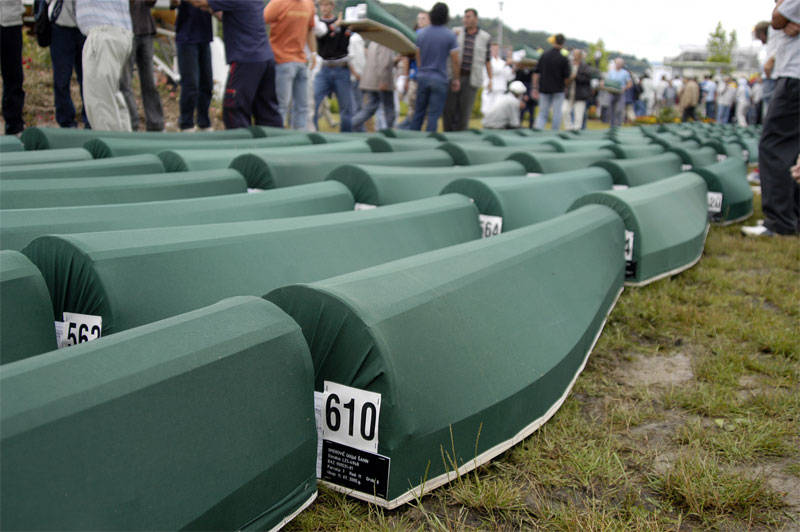
دفن 610 بوسنيين تم التعرف عليهم في عام 2005.

وبحلول أوائل عام 1995، كانت قوافل الإمدادات التي تمر إلى الجيب تقل شيئا فشيئا. انخفضت الموارد الضئيلة أصلا للسكان المدنيين، وحتى قوات الحماية الأممية بدأت مواردها من الغذاء والأدوية والذخيرة والوقود تنخفض بشكل خطير، واضطُرت في نهاية المطاف إلى البدء في تسيير دورياتها سيرا على الأقدام. ولم يُسمح للجنود الهولنديين الذين غادروا المنطقة في إجازة بالعودة مُجددا.
في مارس 1995، وعلى الرغم من ضغوط المجتمع الدولي لإنهاء الحرب والجُهود المستمرة للتفاوض على اتفاقية سلام، أصدر رادوفان كاراديتش، رئيس جمهورية صرب البوسنة، توجيهًا إلى جيش جمهورية صرب البوسنة بشأن الاستراتيجية طويلة المدى لقُوات صرب البوسنة في الجيب. حدد التوجيه، المعروف باسم «التوجيه 7»، مُهمة قُوات صرب البوسنة في :

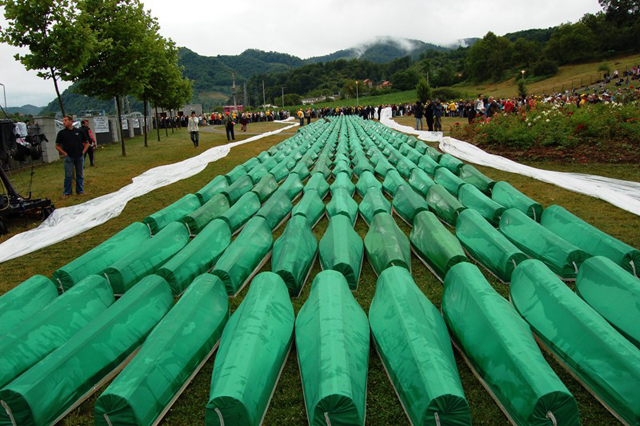
دفن 465 بوسنيًا تم التعرف عليهم في عام 2007.

بحلول منتصف عام 1995، كانت الحالة الإنسانية للمدنيين والبوسنيين والعسكريين في الجيب مأساوية. في مايو، وعقب أوامر، غادر ناصر أوريتش ومُوظفيه الجيب على متن طائرة هليكوبتر إلى توزلا، تاركين كبار الضباط في قيادة الفرقة 28. في أواخر يونيو وأوائل يوليو، أصدرت الفرقة الثامنة والعشرون سلسلة من التقارير بما في ذلك النداءات العاجلة لإعادة فتح الممر الإنساني إلى الجيب. عندما فشل هذا، بدأ المدنيون البوسنيون يموتون من الجوع. وفي يوم الجمعة الموافق 7 يوليو ، أفاد رئيس بلدية سريبرينيتسا أن ثمانية من السكان ماتوا جُوعًا.
في 4 يونيو 1995، التقى الفرنسي برنار جانفييه قائد قوة الحماية التابعة للأمم المتحدة سرا مع راتكو ملاديتش لإطلاق سراح رهائن غالبيتُهم فرنسيون. طالب ملاديتش من جانفييه بألا تكون هُناك مزيد من الضربات الجوية.
في الأسابيع التي سبقت هُجوم جيش جمهورية صرب البوسنة على سربرنيتسا، أمرت القيادة العليا قوات جيش جمهورية البوسنة والهرسك بتنفيذ هجمات تحويل وتعطيل على قُوات صرب البوسنة. في مُناسبة واحدة خاصة مساء يوم 25-26 يونيو، هاجمت القوات البوسنية وحدات من قُوات صرب البوسنة في سراييفو-زفورنيك، مما تسبب في خسائر كبيرة في الأرواح ونهب مخزون القوات الصرب بوسنية.

### حصار سربرينيتسا

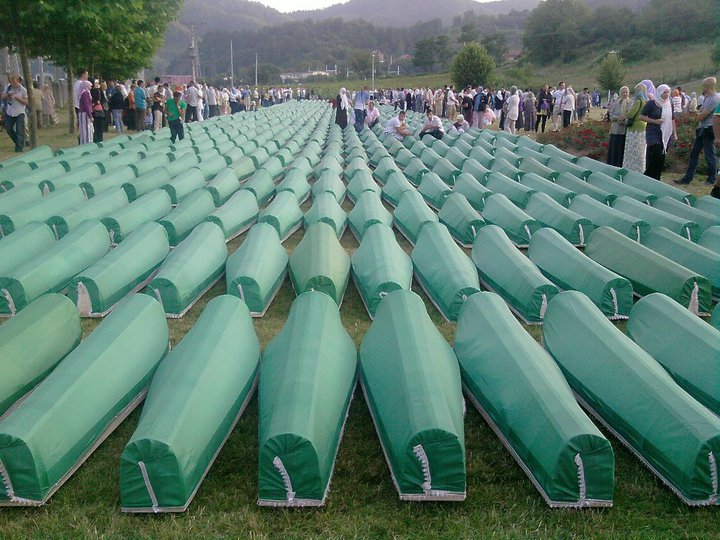
دفن 775 بوسنيًا تم التعرف عليهم في عام 2010.

بدأ الهُجوم الصربي ضد سريبرينيتشا بشكل جدي في 6 يوليو 1995. كان عدد قُوات جيش جمهورية صرب البوسنة يبلغ 2,000 جندي. في الأيام التالية، سقطت نقاط المراقبة الخمسة الخاصة بقُوة الحماية الأُممية في الجزء الجنوبي من الجيب واحدة تلو الآخر في ظل تقدم قُوات صرب البوسنة. انسحب بعض الجنود الهولنديين إلى الجيب بعد أن هوجمت مراكزهم، لكن أطقم مراكز المراقبة الأخرى استسلمت إلى الحجز الصربي. في الوقت نفسه، تعرضت القُوات البوسنية المُدافعة عن الجيب والتي يبلغ قوامها 6,000 جندي لإطلاق نار كثيف وأُجبرت على التراجع نحو المدينة. بمُجرد أن بدأ المحيط الجنوبي في الانهيار، فر حوالي 4,000 من المدنيين البوشناق الذين كانوا يعيشون في مجمع سكني سويدي للاجئين، فروا شمالًا إلى بلدة سريبرينيتشا. أفاد الجنود الهولنديون أن الصرب المتقدمين كانوا «يطهرون» المنازل في الجزء الجنوبي من الجيب.
في 8 يوليو، أطلقت مركبة مشاة قتالية مدرعة (YPR-765) هولندية النار من الصرب ثُم انسحبت. طالبت مجموعة من البوشناق أن تبقى المركبة المدرعة للدفاع عنهم، وأنشأت حاجزًا مؤقتًا لمنع تراجعها وانسحابها. وبينما استمرت المركبة المدرعة في الانسحاب، ألقى مزارع بوسني كان يحرُس الحاجز قنبلة يدوية على المُدرعة وتسبب في مقتل جُندي هولندي يُدعى رافيف فان رينسن. في وقت متأخر من يوم 9 يوليو، مستفيدا من النجاحات المُحققة على أرض الميدان وقلة المقاومة من البوشناق الذين كانوا غير مُسلحين، إضافة إلى عدم وجود أي رد فعل كبير من المجتمع الدولي، أصدر رئيس صرب البوسنة رادوفان كاراديتش أمرا جديدا يصرح لقُوات فيلق درينا البالغ عددُها 1,500 فردا بالتقدم والاستيلاء على مدينة سربرينيتسا.

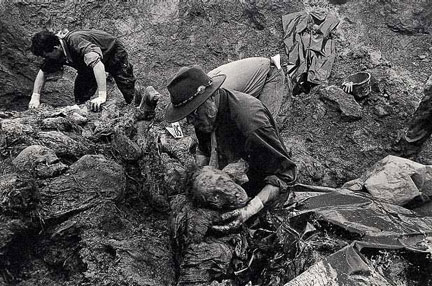
عمليات استخراج الجثث في سريبرينيتشا ، 1996.

في صباح اليوم التالي 10 يوليو، قدم المُقدم توم كاريمانز (قائد القوات الهولندية) طلبات عاجلة للحُصول على دعم جوي من طائرات حلف شمال الأطلسي للدفاع عن سريبرينيتشا بينما كانت الحشود تملأ الشوارع، وكان بعضها يحمل أسلحة. كانت دبابات قُوات صرب البوسنة تقترب من البلدة. بدأ القصف الجوي لطائرات الناتو بعد ظُهر 11 يوليو 1995. حاولت قاذفات الناتو مُهاجمة مواقع مدفعية قُوات صرب البوسنة خارج البلدة، لكن الرؤية الضعيفة أجبرت الناتو على إلغاء هذه العملية. أُلغيت المزيد من العمليات الجوية لحلف شمال الأطلسي بعد تهديدات قُوات صرب البوسنة بقصف مُجمع بوتوتشاري التابع للأمم المتحدة، وإعدام الرهائن العسكريين الهولنديين والفرنسيين ومُهاجمة المواقع المُحيطة حيث يوجد 20,000 إلى 30,000 لاجئ مدني.
في وقت متأخر من بعد ظهر 11 يوليو، سار كُل من الجنرال راتكو ملاديتش، برُفقة الجنرال زيفانوفيتش (قائد فيلق درينا آنذاك) والجنرال كرستيتش (نائب القائد ورئيس أركان فيلق درينا آنذاك) وضباط آخرين في جيش جمهورية صرب البوسنة، ساروا عبر الشوارع المهجورة في سريبرينيتسا.
في مساء يوم 11 يوليو، التُقطت صُورة للمُقدم الهولندي توم كاريمانز وهو يشرب نخبًا مع الجنرال ملاديتش خلال المفاوضات الفاشلة حول مصير السكان المدنيين الذين تجمعوا في بوتوتشاري.

## المذبحة
وقعت هذه المذبحة خلال حرب البوسنة والهرسك، في مدينة سربرنيتشا شرقي البوسنة والهرسك، التي أعلنتها الأمم المتحدة منطقة آمنة للمدنيين في أبريل عام 1993، وجرت أحداثها في الفترة من يوم الثلاثاء 11 يوليو عام 1995 وحتى يوم السبت 22 يوليو من نفس العام، وارتكبت فيها القوات الصربية شتى أنواع جرائم بحق المدنيين المسلمين مثل الإبادة جماعية والتهجير واغتصاب النساء المسلمات وغيرها الكثير، استشهد في هذه المذبحة أكثر من 8300 بوسني مسلم، وبلغ عدد النساء اللاتي تعرّضن للاغتصاب الجماعي خلال المذبحة ما بين 20 إلى 50 ألف امرأة مسلمة.
حذر قائد جيش جمهورية صرب البوسنة راتكو ملاديتش أكبر سياسيين من صرب البوسنة والهرسك، كاراديتش ومومشيلو كراييشنيك وهُما مُتهمين أيضا بارتكاب إبادة جماعية، حذرهُما من أن خُططهما لا يمكن أن تتحقق دون ارتكاب إبادة جماعية. قال ملاديتش :

### اللاجئون في بوتوتشاري

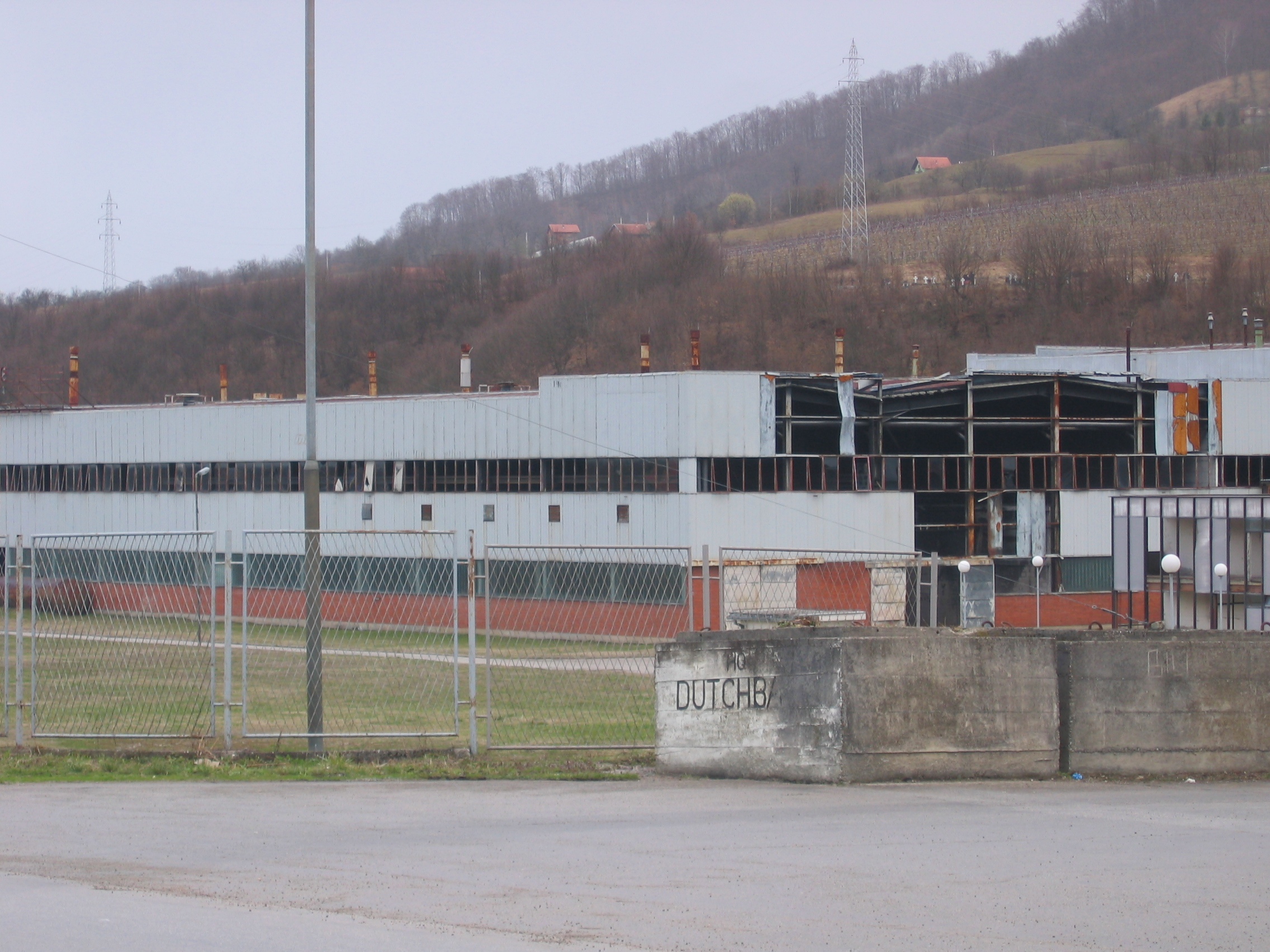
مقر قوة الحماية التابعة للأمم المتحدة في بوتوتشاري. الكتيبة الهولندية كانت تضُم 370 جُنديا في سربرنيتسا زمن وقوع المذبحة. كان المبنى عبارة عن مصنع بطاريات مهجور.

وبحلول مساء 11 يوليو 1995، تجمع ما بين 20 و25 ألف لاجئ بوسني من سريبرينيتشا في بوتوتشاري، طالبين الحماية داخل مقر أفراد الكتيبة الهولندية. كان آلاف من اللاجئين قد وُضعوا داخل المجمع، بينما انتشر الباقي في المصانع والحقول المجاورة. على الرغم من أن الغالبية العظمى كانت من النساء والأطفال والمُسنين والأشخاص ذوي الاحتياجات الخاصة، إلا أن 63 شاهدًا قدروا تواجد 300 رجل على الأقل داخل محيط مجمع قوة الحماية الهولندية وما بين 600 و900 رجل بين الحشود في الخارج.
كانت الظروف في بوتوتشاري صعبة جدا بتوفُر «القليل من الطعام أو الماء» والحرارة الشديدة. ووصف أحد الضباط التابعين لقوة الحماية الهولندية المشهد على النحو التالي :
في 12 يوليو من نفس السنة، أعرب مجلس الأمن التابع للأمم المتحدة في قراره رقم 1004، عن قلقه إزاء الوضع الإنساني في بوتوتشاري، كما أدان أيضًا هُجوم قوات صرب البوسنة وطالبها بالانسحاب الفوري.
في 13 يوليو، طردت القوات الهولندية خمسة لاجئين بوسنيين من مُجمع الأمم المتحدة على الرغم من علمها بأن الرجال خارج المجمع يتعرضون للقتل والإيذاء.

### الجرائم المرتكبة في بوتوتشاري

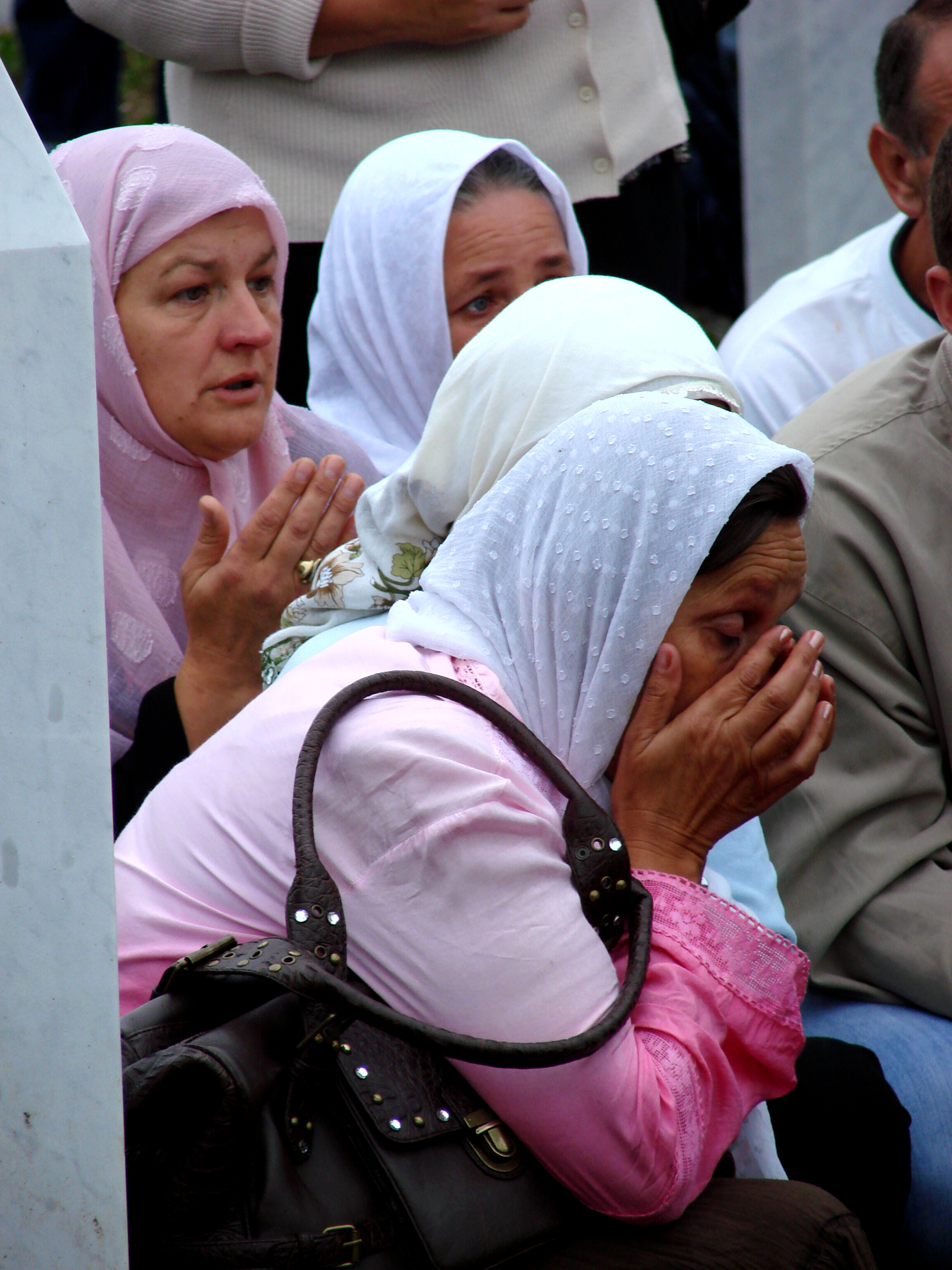
إعادة الدفن والمراسم التذكارية ، يوليو 2007

في 12 يوليو 1995، رأى اللاجئون في المُجمع بعض أعضاء جيش جمهورية صرب البوسنة يُشعلون النار في المنازل وأكوام القش. وطوال فترة ما بعد الظهر، اختلط الجنود الصرب في الحشد ونُفذت إعدامات موجزة بحق الرجال. في وقت متأخر من صباح يوم 12 يوليو، رأى أحد الشهود كومة من 20 إلى 30 جثة متكدسة خلف مبنى النقل في بوتوتشاري، إلى جانب آلة تُشبه الجرارات. وشهد آخر بأنه رأى جنديًا يقتل طفلاً بسكين وسط حشد من المطرودين. وقال أيضًا إنه رأى جنودًا صرب يُعدمون أكثر من 100 رجل مسلم بوسني في المنطقة الواقعة خلف مصنع الزنك ثم يرمون بجُثثهم في شاحنة، على الرغم من أن عدد جرائم القتل وطبيعتها يتناقض مع الأدلة الأخرى في سجل المحاكمة، مما يشير إلى أن عمليات القتل في بوتوتشاري كانت متفرقة بطبيعتها. كان الجنود ينتقون الناس من الحشد ويأخذونهم بعيدًا. وروى أحد الشهود كيف أُخرج ثلاثة أشقاء - أحدهم طفل والآخران في سن المراهقة - في الليل. عندما ذهبت والدة الأولاد للبحث عنهم، وجدتهم عُراة تمامًا وحناجرهُم مقطوعة. في تلك الليلة، شاهد طبيب الكتيبة الهولندية جُنديين صربيين يغتصبان امرأة شابة.
وصف أحد الناجين مقتل رضيع واغتصاب نساء في المنطقة المجاورة لمقر قوات حفظ السلام الهولندية التابعة للأمم المتحدة، وكيف أن هؤلاء لم يفعلوا شيئًا لمنع ذلك. وبحسب الناجي دائما، قال إن أحد الصرب أمر أُما بأن تجعل طفلها يكُف عن البكاء، وعندما استمر الطفل في البكاء أخذه وذبحه من عُنقه، ثم ضحك بعدها. انتشرت روايات عن عمليات اغتصاب وقتل بين الحُشود وتصاعد الرعب في صفوف اللاجئين في المُخيم. كان العديد من الأفراد مرعوبين لدرجة أنهم انتحروا شنقا.
وصفت إحدى الناجيات واسمُها زرفا تركوفيتش، أهوال الاغتصاب على النحو التالي : «أخذ اثنان من [الجنود الصرب] ساقيها ورفعاهما في الهواء، بينما بدأ الثالث باغتصابها. وتناوب أربعة منهم عليها. الناس كانت صامتة، لم يتحرك أحد. كانت تصرخ وتصرخ وتتوسل إليهم أن يتوقفوا. وضعوا قطعة قماش في فمها ثم سمعنا فقط تنهدات صامتة ....».

### الترحيل القسري للنساء
نتيجة لمفاوضات الأمم المتحدة المكثفة مع قوات صرب البوسنة، نُقلت حوالي 25,000 امرأة قسراً من سريبرينيتشا إلى الأراضي التي يُسيطر عليها البوشناق. وفقًا لشهادة قدير حبيبوفيتش، وهُو رجُل بوسني اختبأ في إحدى الحافلات المُكلفة بترحيل النساء والتي انطلقت من بوتوتشاري نحو كلاداني، فإنه قد رأى حافلة واحدة على الأقل مُمتلئة بالنساء البوسنيات تتجه بعيدا عن الأراضي التي تُسيطر عليها الحُكومة البوسنية.

## المقابر الجماعية

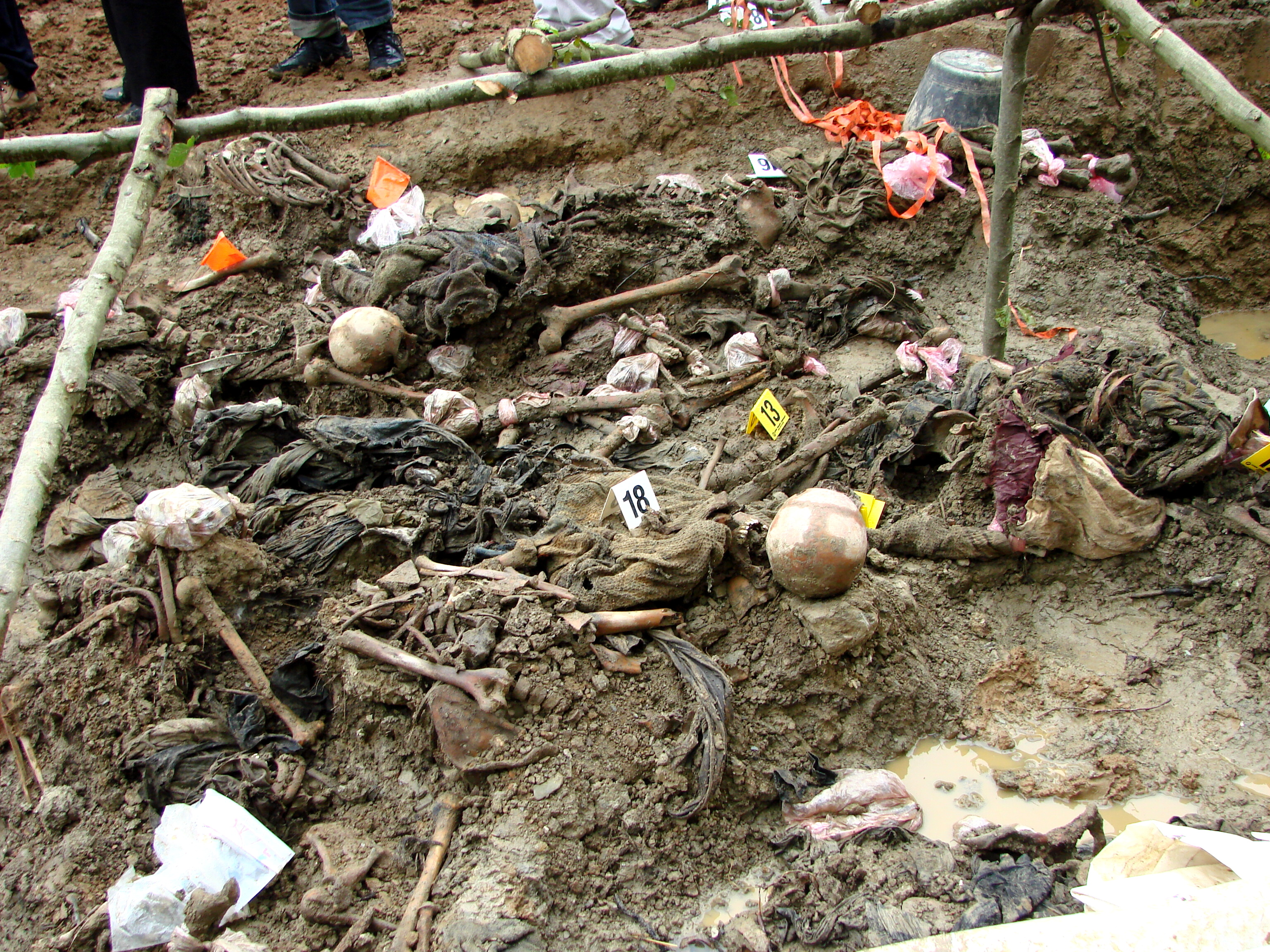
نبش لأحد القبور الجماعية سنة 2007.

بحلول عام 2006، كُشف عن وجود 42 مقبرة جماعية في المناطق المُحيطة بسربرينيتسا، ويعتقد أهل الاختصاص تواجُد 22 مقبرة جماعية أخرى. وحُدد عدد الضحايا في 2,070 بينما لا يزال رُفات الضحايا في أكثر من 7,000 حقيبة لم تُحدد هوياتُهم بعد.

## تحليلات الحمض النووي
من خلال التعرف على الحمض النووي، كشفت اللجنة الدولية لشؤون المفقودين هُوية 6,598 شخصًا مفقودًا من سقوط سربرنيتسا في يوليو 1995، حيث اعتمدت اللجنة على تحليل الحمض النووي لعينات العظام من الرفات البشرية المستخرجة ومُقارنتها مع الحمض النووي لعينات الدم التي تبرع بها أقارب المفقودين. يُؤدي مُعدل المطابقة العالي الإجمالي بين الحمض النووي المُستخرج من عينات العظام وعينات الدم هذه إلى اللجنة لتحديد هُويات ما يقرب من 8,100 فرد مفقود من سقوط سريبرينيتسا.

## تطورات ما بعد الحرب

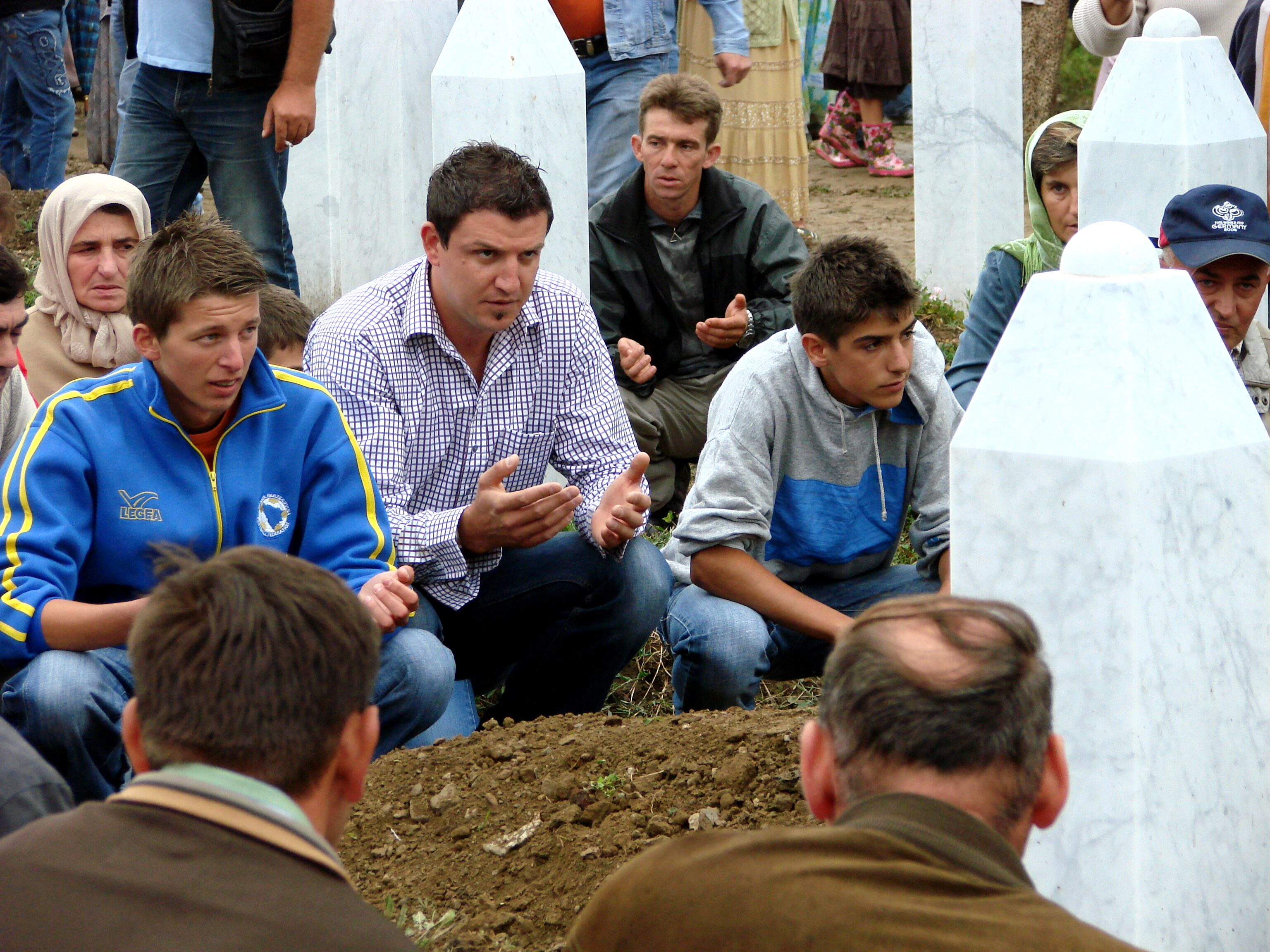
مشيعون بوشناق في مراسم إعادة دفن ضحية مستبعدة في مذبحة سريبرينيتشا.

### اتهام رادوفان كاراديتش وراتكو ملاديتش
في 16 نوفمبر 1995، اتهمت المحكمة الجنائية الدولية ليوغوسلافيا السابقة كُلا من رادوفان كاراديتش رئيس جمهورية صرب البوسنة وراتكو ملاديتش قائد جيش جمهورية صرب البوسنة بسبب مسؤوليتهما المُباشرة المزعومة عن جرائم الحرب التي ارتكبت في يوليو 1995 ضد السكان المسلمين البوسنيين في سربرنيتسا.

### تقرير الأمين العام للأمم المُتحدة
في عام 1999، قدم الأمين العام للأمم المتحدة كوفي عنان تقريره عن سُقوط سريبرينيتسا. وأقر فيه أنه يتعين على المجتمع الدولي ككل أن يقبل نصيبه من المسؤولية عن استجابته لحملة التطهير العرقي التي بلغت ذروتها في قتل حوالي 7000 من المدنيين العُزل من البلدة التي حددها مجلس الأمن على أنها «منطقة آمنة».

### تقرير الحُكومة الهولندية
كان لفشل الكتيبة الهولندية في حماية منطقة سريبرينيتسا وقع الصدمة في هولندا، وأدى ذلك إلى مُناقشات طويلة في البلاد. في عام 1996، طلبت الحُكومة الهولندية من معهد دراسات الحرب والمحرقة والإبادة الجماعية إجراء بحث في الأحداث التي جرت قبل وأثناء وبعد سقوط سريبرينيتسا. في تقريره الذي نشره المعهد سنة 2002، خلُص البحث إلى أن مهمة الكتيبة الهولندية لم تكُن مدروسة جيدًا وأنها كانت شبه مُستحيلة. وعلى العكس من ذلك، وصف معهد تقارير الحرب والسلام التقرير بأنه «مُثير للجدل»، فيما زعم أحد مؤلفي التقرير أن بعض المصادر «غير موثوقة»، وأنها استُخدمت فقط لدعم حُجة مؤلف آخر.
نتيجة للتقرير، قبلت الحكومة الهولندية بمسؤوليتها السياسية الجُزئية عن الظروف التي وقعت فيها المجزرة، واستقالت حُكومة فيم كوك الثانية عام 2002.

### تقرير جمهورية صرب البوسنة
في سبتمبر 2002، أصدر مكتب جمهورية صرب البوسنة للعلاقات مع المحكمة الجنائية الدولية ليوغوسلافيا السابقة «تقريرا عن قضية سربرينيتسا». ألف داركو تريفونوفيتش الوثيقة، وأيد العديد من كبار السياسيين من صرب البوسنة والهرسك مضامين التقرير. وخلصت إلى أن 1,800 جندي بوسني مسلم لقوا حتفهم أثناء القتال وأن 100 آخرين لقوا حتفهم نتيجة الإرهاق. «إن عدد الجنود المسلمين الذين قتلوا على يد الصرب البوسنيين بسبب الانتقام الشخصي أو عدم المعرفة بالقانون الدولي ربما يصل إلى 100 ... من المُهم الكشف عن أسماء الجُناة من أجل التحقق بدقة وبشكل لا لُبس فيه مما إذا كان هؤلاء هم أم لا أمثلة معزولة». كما فحص التقرير المقابر الجماعية، مُدعيا أنها صُنعت لأسباب تتعلق بالنظافة الصحية، ويُشكك في شرعية قوائم الأشخاص المفقودين وتُقوض الصحة العقلية والتاريخ العسكري لشاهد رئيسي. أدانت مجموعة الأزمات الدولية والأمم المتحدة التلاعب الذي حصل ببياناتهما في هذا التقرير.

### نُصب تذكاري لضحايا المذبحة
في 30 سبتمبر 2003، دشن الرئيس الأمريكي السابق بيل كلينتون رسمياً مقبرة والنُصب التذكاري لضحايا الإبادة الجماعية في سربرينيتسا لتكريم ضحايا الإبادة الجماعية. وبلغت التكلفة الإجمالية للمشروع حوالي 5.8 مليون دولار. وقال كلينتون «يجب أن نُشيد بحياة الأبرياء، وكثير منهم من الأطفال الذين تم استنشاقهم في ما يسمى جنون الإبادة الجماعية».

### الاعتذار الرسمي لجمهورية صرب البوسنة
في 7 مارس 2003، أصدر مجلس حقوق الإنسان في البوسنة والهرسك قراراً، من بين قرارات أخرى، يأمُر فيه جمهورية صرب البوسنة بإجراء تحقيق كامل في أحداث سربرنيتسا، والكشف عن النتائج في 7 سبتمبر 2003 على أبعد تقدير. لم يكن للمجلس سُلطة قسرية لتنفيذ القرار، خاصةً وأنه توقف عن الوجود في أواخر 2003. نشرت جمهورية صرب البوسنة تقريرين، الأول في 3 يونيو 2003 والثاني في 5 سبتمبر 2003، خلُصت مجلس حقوق الإنسان إلى أنهما لم يفيا بالتزامات جمهورية صرب البوسنة. في 15 أكتوبر 2003، أعرب المندوب السامي للبوسنة والهرسك بادي أشدون عن أسفه لأن «الحصول على الحقيقة من حكومة صرب البوسنة يشبه انتزاع الأسنان المريضة»، إلا أنه رحب بتوصية في تقرير سبتمبر بتشكيل لجنة تحقيق مُستقلة في أحداث سريبرينيتسا وإصدار تقرير في غضون ستة أشهر.
في سبتمبر 2003، أُنشئت لجنة للتحقيق في مذبحة سربرنيتسا تحمل اسم لجنة التحقيق في الأحداث في سريبرينيتشا والمناطق المُحيطة بها في الفترة من 10 إلى 19 يوليو 1995. قدمت اللجنة تقريرها النهائي في 4 يونيو 2004 ، ثم أضافت مُلحقا للتقرير في 15 أكتوبر 2004 بعد توفر معلومات أُخرى في القضية. اعترف التقرير بأن ما لا يقل عن 7,000 رجل وفتى قُتلوا على يد قُوات صرب البوسنة مُشيراً إلى رقم مُؤقت يبلغ 7,800 قتيلا.
في 10 نوفمبر 2004، أصدرت حكومة جمهورية صرب البوسنة اعتذارًا رسميًا. جاء البيان بعد مراجعة الحُكومة لتقرير لجنة سربرينيتشا. وقالت حكومة صرب البوسنة إن «التقرير يُوضح أن جرائم ضخمة ارتكبت في منطقة سريبرينيتشا في يوليو 1995. إن حكومة صرب البوسنة تتشارك الآلام مع أسر ضحايا سربرينيتشا، وهي آسفة حقا وتعتذر عن المأساة».

### مجموعة عمل جمهورية صرب البوسنة
بناء على طلب من أشداون، أنشأت جمهورية صرب البوسنة مجموعة عمل لتنفيذ توصيات تقرير لجنة سربرينيتسا. كان على المجموعة تحليل الوثائق الواردة في الملاحق السرية للتقرير وتحديد جميع الجُناة المحتملين الذين كانوا مسؤولين في مؤسسات جمهورية صرب البوسنة. وحدد تقرير صدر في 1 أبريل 2005 أن 892 من هؤلاء الجُناة ما زالوا يعملون لدى جمهورية صرب البوسنة، وتم تقديم هاته المعلومات إلى المُدعي العام للدولة في البوسنة والهرسك على أساس أن أسماء الجُناة لن تُعلن إلا بعد افتتاح الإجراءات الرسمية.
في 4 أكتوبر 2005، قالت مجموعة العمل أنها حددت 25,083 شخصًا متورطا في المذبحة، بما في ذلك 19,473 فردا من مُختلف فروع جيش جمهورية صرب البوسنة، هاته المجموعة أصدرت أوامر أو شاركت بشكل مباشر في المذبحة.

### شريط فيديو حول المذبحة
في 1 يونيو 2005، قُدم شريط فيديو خلال محاكمة سلوبودان ميلوسيفيتش على أنه دليل على تورط أفراد من وحدات شُرطة في صربيا في مذبحة سربرينيتسا. هذا الفيديو هُو النسخة الوحيدة التي لم تُتلف والتي كانت ضمن عشرين نُسخة اُخرى، وقد حصلت عليه المحكمة الجنائية الدولية ليوغوسلافيا السابقة من قبل مُديرة مركز القانون الإنساني في بلغراد ناتاشا كانديتش.
يُظهر مقطع الفيديو (الذي يبدأ حوالي ساعتين و35 دقيقة من بدء العملية) كاهنًا أُرثوذكسيًا يُبارك عدة أفراد من وحدة العقارب شبه العسكرية. في وقت لاحق، ظهر هؤلاء الأفراد وهم يعتدون جسديا على المدنيين. تم التعرف على هؤلاء المدنيين لاحقًا وهم أربعة قاصرين لا تتجاوز أعمارهم 16 عامًا ورجلين في أوائل العشرينات من عُمرهم. يُظهر الشريط أيضا إعدام أربعة مدنيين، كما يُظهر أيضا هؤلاء الأربعة وهُم مُمدين على الأرض. في هذه المرحلة من الفيديو، يُعرب المصور عن خيبة أمله لأن بطارية الكاميرا على وشك النفاد. أمر الجنود الأسيرين المُتبقيين بنقل الجثث الأربعة إلى حظيرة قريبة، وهُناك قُتلا أيضًا بعد انتهائهما من هذه المهمة.
بعد عرض الفيديو، اعتقلت الحكومة الصربية بعض الجنود السابقين الذين تم التعرف عليهم في الشريط، وقد تسبب هذا الأخير في غضب الرأي العام في صربيا. تمت تغطية الحدث على نطاق واسع من قبل صحيفة داناس ومحطة الإذاعة والتلفزيون بي92. شاهدت نورا عليسباهيتش إعدام ابنها أزمير عليسباهيتش الذي كان عُمره 16 عاما على شاشة التلفزيون مُباشرة. قالت إنها كانت على علم بوفاة ابنها، وأنها أُبلغت أن جسده أُحرق بعد الإعدام، وكان رُفاته قد دُفن في مقبرة بوتوتشاري في 2003.
جرت عمليات الإعدام هاته يومي 16 و17 يوليو في ترنوفو، على بُعد حوالي 30 دقيقة من قاعدة لقُوات العقارب توجد بالقرب من سراييفو.
في 10 أبريل 2007، أدانت محكمة جرائم الحرب الخاصة في بلغراد أربعة أعضاء سابقين في وحدة العقارب بتُهمة ارتكاب جرائم حرب، واعتبرت عمليات الإعدام في شريط الفيديو جرائم حرب منعزلة لا علاقة لها بالإبادة الجماعية في سريبرينيتسا، كما تجاهلت المزاعم بأن وحدة العقارب كانت تتصرف تحت سلطة وزارة الداخلية الصربية.

### قرارات الكونغرس الأمريكي
في 27 يونيو 2005، أصدر مجلس النواب الأمريكي قرارًا يإحياء الذكرى العاشرة للإبادة الجماعية في سربرينيتسا. مُرر القرار بعد تصويت 370 عُضوا عليه، فيما لم يُصوت عُضو واحد هو النائب الجُمهوري رون بول، مع غياب 62 عضوا. ينُص القرار على ما يلي :
في 6 يوليو 2005، أصدرت ولاية ميسوري قرارا تعترف من خلاله الولاية بالإبادة الجماعية في سريبرينيتسا. وفي 11 يوليو 2005، أصدرت مدينة سانت لويس إعلانًا بجعل يوم 11 يوليو يوم ذكرى سربرينيتشا في المدينة.
 

### مُحاولة تفجير مقبرة بوتوتشاري
في 6 يوليو 2005، عثرت شرطة صرب البوسنة على قنبلتين قويتين قُرب مقبرة سربرنيتسا بوتوتشاري، وذلك قبل أيام فقط من مراسم إحياء الذكرى السنوية العاشرة على مرور المذبحة، حيث كان من المقرر خلال المراسم دفن 580 ضحية تم التعرف عليهم، وحضور أكثر من 50 ألف شخص من بينهم سياسيون ودبلوماسيون أجانب. كانت القنبلتان ستُسبان خسائر كبيرة في الأرواح والجرحى لو انفجرتا.

### رسالة الأمين العام في الذكرى العاشرة

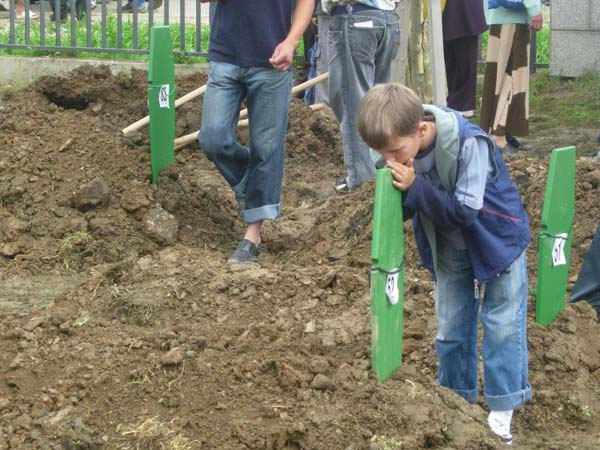
صبي أمام قبر خلال مراسيم تشييع جنازة بعض من ضحايا الإبادة الجماعية عام 2006

### الجدل حول وسام سربرنيتسا
في ديسمبر 2006، منحت الحكومة الهولندية أفراد قوة حفظ السلام الهولندية التابعة للأمم المتحدة الذين خدموا في سربرينيتسا أوسمة، بحُجة أن هؤلاء الجنود «يستحقون الاعتراف على تعامُلهم في هاته الظروف الصعبة»، في ظل العُهدة المحدودة وضُعف تجهيز البعثة. مع ذلك، أدان الناجون من المذبحة وأقارب الضحايا الخُطوة ووصفوها بأنها «قرار مهين»، وردوا بتجمعات احتجاجية في لاهاي وأسن (هُناك جرى حفل التكريم) وسراييفو.

### توقيف زرافكو توليمير
في 31 مايو 2007، ألقت قُوات شُرطة من صربيا ومن جمهورية صرب البوسنة القبض على الجنرال السابق في قُوات صرب البوسنة زرافكو توليمير، وسلمته إلى قوات حلف شمال الأطلسي في مطار بانيا لوكا. في 1 يونيو 2007، نقلته قُوات الناتو إلى روتردام حيث سُلم إلى المحكمة الجنائية الدولية ليوغوسلافيا السابقة في لاهاي. استمرت مُحاكمته حتى يوليو 2010 بتُهم ارتكاب إبادة جماعية والتآمر لارتكاب إبادة جماعية والإبادة والاضطهاد والترحيل القسري. كما اتهمته المحكمة أيضا بالمُشاركة في «مشروع إجرامي مشترك لطرد السكان المسلمين» من سربرينيتسا وشيبا.
في 12 ديسمبر 2012 أُدين توليمير بالإبادة الجماعية وحُكم عليه بالسجن مدى الحياة.

### توقيف رادوفان كاراديتش
أُلقي القبض على رادوفان كاراديتش، بتُهم مماثلة للتي وُجهت إلى زرافكو توليمير، في بلغراد في 21 يوليو 2008 (بعد 13 عامًا من الفرار) ومثُل أمام محكمة جرائم الحرب في بلغراد. نُقل بعدها إلى المحكمة الجنائية الدولية ليوغوسلافيا السابقة في 30 يوليو 2008. استمرت مُحاكمته حتى يوليو 2010 حيث حوكم ب11 تهمة من بينها الإبادة الجماعية وجرائم حرب وجرائم ضد الإنسانية.

### قرار البرلمان الأوروبي
في 15 يناير 2009، صوت البرلمان الأوروبي بأغلبية 556 صوتًا مُؤيدًا مُقابل 9 معارضين وامتناع 22 عُضوا عن التصويت على قرار بجعل يوم 11 يوليو يوما لإحياء ذكرى الإبادة الجماعية في سربرينيتسا في كافة بُلدان الاتحاد الأوروبي. رفض السياسيون من صرب البوسنة القرار، قائلين إن مثل هذا الإحياء غير مقبول في جمهورية صرب البوسنة.

### حكم المحكمة العليا الهولندية
في حكم مُؤرخ بتاريخ 6 سبتمبر 2013، خلُصت المحكمة العليا الهولندية إلى أن هولندا كدولة تتحمل مسؤولية مقتل ثلاثة من مُسلمي البوسنة خلال المذبحة، مُؤكدة أن هولندا وليست الأمم المتحدة هي من كانت مسؤولة عن أفعال أفراد كتيبة حفظ السلام الهولندية. وقد قُتل الأشخاص الثلاثة على يد قُوات صرب البوسنة، بعد أن طُردوا من المُجمع الذي كان يضُم قوات الكتيبة الهولندية، هذه الأخيرة التي رفضت طلب الأشخاص الثلاثة اللجوء والاحتماء داخل المُجمع.

### اعتذارات صربيا الرسمية
في أواخر مارس 2010، أصدر البرلمان الصربي قرارًا يُدين من خلاله مذبحة سريبرينيتشا ويعتذر فيه عن عدم قيام صربيا بالمزيد لمنع وقوع المذبحة. تم تمرير الاقتراح بأغلبية صغيرة حيث صوت لصالحه 127 نائبا من أصل 250، وقد حضر جلسة التصويت 173 نائبا. صوت الحزب الاشتراكي الصربي الذي كان يتزعمُه سابقًا سلوبودان ميلوسيفيتش لصالح تبني القرار. أما أحزاب المعارضة فقد أعربت عن استيائها من القرار الذي زعمت أن نصه «مُخجل» لصربيا، إما بدعوى أن الصياغة قوية للغاية أو ضعيفة للغاية. كما أعرب بعض أقارب الضحايا البوسنيين عن استيائهم من الاعتذار، لأنه لم يستخدم كلمة «إبادة جماعية»، وإنما أشار إلى قضية الإبادة الجماعية في البوسنة والهرسك التي فتحتها محكمة العدل الدولية. وقال الرئيس الصربي آنذاك بوريس تاديتش إن الإعلان هو أسمى تعبير عن الوطنية وأنه يُمثل الابتعاد عن الجرائم. صرح سليمان تيهيتش، العضو البوسني السابق في مجلس رئاسة البوسنة والهرسك، أنه يجب على البوسنة والهرسك الآن اعتماد قرار مماثل يُدين الجرائم التي ارتُكبت ضد الصرب والكروات.
في 25 أبريل 2013، اعتذر الرئيس توميسلاف نيكوليتش عن المذبحة قائلا : «أركع وأطلب الصفح لصربيا عن الجريمة التي ارتُكبت في سربرينيتسا. أعتذر عن الجرائم التي ارتكبها أي فرد باسم دولتنا وشعبنا».

### الفيتو الروسي في مجلس الأمن
في 8 يوليو 2015، استخدمت روسيا حق النقض ضد مشروع قرار في مجلس الأمن التابع للأمم المتحدة يقضي باعتبار مذبحة سريبرينيتشا جريمة إبادة جماعية. كان الهدف من القرار إحياء الذكرى العشرين للمذبحة. امتنعت كل من الصين ونيجيريا وأنغولا وفنزويلا عن التصويت، فيما صوت الأعضاء العشرة الباقون لصالح القرار. أشاد الرئيس الصربي توميسلاف نيكوليتش باستخدام حق النقض وصرح أن القرار لم يحُل دون وصم الشعب الصربي بأكمله بأنه مُرتكب لعمليات إبادة جماعية فحسب، بل إن روسيا أظهرت وأثبتت أنها صديق حقيقي ونزيه (…) هذا يوم عظيم لصربيا.

### وثائق بريطانية سرية
أصدر الأرشيف الوطني البريطاني وثائق سرية يعود تاريخها إلى يوليو 1995 والتي تتناول الاتصالات بين الجهات الفاعلة العسكرية والسياسية البريطانية خلال حرب البوسنة والهرسك، لكن هذه الوثائق لم يتم تقييمُها بعد.
أشارت العديد من هاته التقارير إلى أن الجيش البوسني كان مسؤولاً عن استفزاز هجوم سربرينيتشا. وشككت المخابرات البريطانية في أن قيادة قُوات صرب البوسنة في بالي كانت لديها أي خطط لاجتياح سريبرينيتشا. وبدلاً من ذلك، جاءت الهجمة كرد فعل بسبب الهجمات المتكررة للجيش البوسني على خطوط إمداد جيش جمهورية صرب البوسنة.
«الهجوم الأخير لجيش صرب البوسنة على جيب سريبرينيتشا كان مدفوعًا بهجمات البوسنة والهرسك المستمرة على مدى الأشهر الثلاثة الماضية على طريق إمداد جيش صرب البوسنة إلى جنوب الجيب. ويكاد يكون من المؤكد أن القائد المحلي هو من بدأ هجمات جيش صرب البوسنة ولا نعتقد أنها جزء من خطة مرسومة من قيادة قُوات صرب البوسنة في بالي لتجاوز الجيب».
«إن هُجوم قوات صرب البوسنة هو استجابة مباشرة لضغط جيش البوسنة والهرسك على خطوط الإمداد الخاصة بها، ورد فعل لإجبار الجيش البوسني بالتراجع نحو سربرنيتسا. صادف الصرب مُقاومة ضعيفة هُناك لذلك كانوا قادرين على استغلال المزيد لتحقيق هدفهم الأصلي.»
عندما دخل الصرب البلدة، هدد راتكو ملاديتش بقصف المُجمع الهولندي إذا لم تقم قوات الأمم المتحدة بنزع سلاح القوات البوسنية. ومع ذلك، يؤكد التقرير عدم بقاء أي من جنود الجيش البوسني في المعسكر، وجميع المسلحين المسلمين البالغ عددهم 2,000 «غادروا ببساطة أثناء الليل» في اتجاه توزلا.

## المُتابعات القضائية

### المحكمة الجنائية الدولية ليوغوسلافيا السابقة

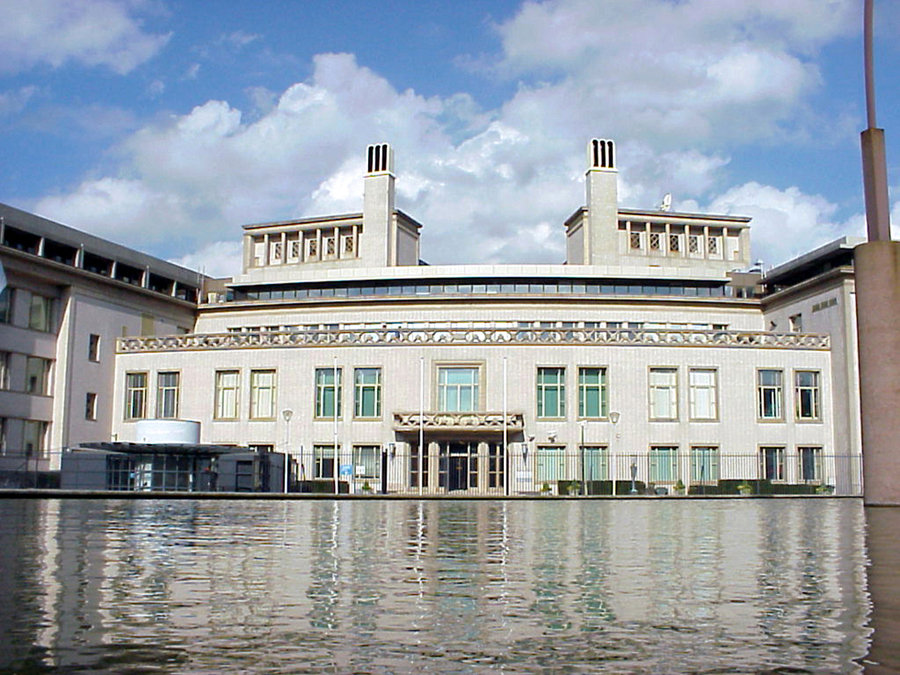
المحكمة الجنائية الدولية ليوغوسلافيا السابقة في لاهاي

بموجب القرار 827 في سنة 1993، أنشأ مجلس الأمن التابع للأمم المتحدة المحكمة الجنائية الدولية ليوغوسلافيا السابقة لمحاكمة المسؤولين عن انتهاكات القانون الإنساني الدولي، من جرائم حرب وجرائم إبادة جماعية كانت قد ارتُكبت على أراضي يوغوسلافيا السابقة.
أدانت المحكمة ضابطين من جيش جمهورية صرب البوسنة لتورطهما في الإبادة الجماعية التي حدثت في سريبرينيتشا، وهما راديسلاف كرستيتش وفيدوي بلاغويفيتش. أدانت المحكمة الجنرال كرستيتش، الذي قاد الهجوم على سريبرينيتشا إلى جانب راتكو ملاديتش، بالمساعدة والتحريض على الإبادة الجماعية وحُكم عليه بالسجن لمدة 35 عامًا. أما العقيد بلاغويفيتش فقد صدر في حقه حُكم بالسجن 18 عاما لارتكابه جرائم ضد الإنسانية. كان كرستيتش أول أوروبي يُدان بتهمة الإبادة الجماعية من قبل محكمة دولية منذ محاكمات نورنبيرغ، وهو من بين ثلاث أشخاص فقط على الإطلاق أُدينوا من قبل محكمة دولية بموجب اتفاقية عام 1948 لمنع جريمة الإبادة الجماعية والمعاقبة عليها. أقر الحكم النهائي للمحكمة الجنائية الدولية ليوغوسلافيا السابقة في القضية المرفوعة ضد كرستيتش قضائيًا بمذبحة سريبرينيتشا كعمل من أعمال الإبادة الجماعية.
كان سلوبودان ميلوسيفيتش متهما بتُهم ارتكاب إبادة جماعية والتواطؤ في ارتكاب إبادة جماعية في مناطق عدة داخل البوسنة والهرسك، بما في ذلك سربرينيتشا، لكن وفاته في 11 مارس 2006 في خضم مُحاكمته من قبل المحكمة الجنائية الدولية ليوغوسلافيا السابقة، حالت دون إصدار أي حكم في حقه.
في 10 يونيو 2010، أُدين سبعة من كبار ضباط الجيش والشرطة في جُمهورية صرب البوسنة، وهم على التوالي فويادين بوبوفيتش وليوبيشا بيارا ودراغو نيكوليتش وليوبومير بوروفكانين وفينكو باندوريفيتش وراديفوي ميليتش وميلان جفيرو، بارتكاب جرائم مُختلفة تتراوح بين الإبادة الجماعية والقتل والترحيل القسري. أُدين بوبوفيتش وبيارا بارتكاب جرائم الإبادة الجماعية والإبادة والقتل والاضطهاد بسبب الإبادة الجماعية، وحُكم عليهما بالسجن مدى الحياة. أُدين نيكوليتش بالمساعدة والتحريض على ارتكاب إبادة جماعية والإبادة والقتل والاضطهاد وحُكم عليه بالسجن لمدة 35 عامًا. أدين بوروفكانين بالمساعدة والتحريض على الإبادة والقتل والاضطهاد والترحيل القسري والقتل كجريمة ضد الإنسانية وخرق لقوانين وأعراف الحرب، وحُكم عليه بالسجن 17 عامًا. أما ميليتيتش فقد اتهمته المحكمة بارتكاب جرائم قتل والاضطهاد وارتكاب أعمال لاإنسانية (تحديدا الترحيل القسري)، وحُكم عليه بالسجن لمدة 19 عاما. وأدين جفيرو بالاضطهاد وارتكاب أعمال لاإنسانية وحُكم عليه بالسجن خمس سنوات، في حين تمت تبرئته من تُهمتي القتل العمد والترحيل. أُدين باندوريفيتش بالمساعدة والتحريض على القتل والاضطهاد وارتكاب أعمال لاإنسانية، لكن تمت تبرئته من تهم الإبادة الجماعية والإبادة والترحيل، وحُكم عليه بالسجن 13 عامًا.
وجهت المحكمة الجنائية الدولية ليوغوسلافيا السابقة لائحة اتهام إلى رادوفان كاراديتش وراتكو ملاديتش بتُهمة الإبادة الجماعية والتواطؤ في ارتكاب إبادة جماعية في عدة بلديات داخل البوسنة والهرسك، بما في ذلك سريبرينيتشا. تم القبض على كاراديتش في صربيا في 21 يوليو 2008، فيما أُلقي القبض على ملاديتش في 26 مايو 2011. رفض كاراديتش تقديم اعتراف في مثوله الثاني أمام محكمة جرائم الحرب في 29 أغسطس 2008، لذلك قام القُضاة بتقديم اعتراف رسمي بأنه «غير مذنب» نيابة عنه. أصر كاراديتش على الدفاع عن نفسه بينما شكل في الوقت نفسه فريقًا من المستشارين القانونيين. حوكم كل من كاراديتش وملاديتش بتهم ارتكاب إبادة جماعية وارتكاب جرائم حرب أخرى ارتُكبت في سريبرينيتشا وفي مناطق أخرى في البوسنة والهرسك بما في ذلك برييدور وكليوك وفوتشا وزفورنيك. وُجهت إلى كاراديتش وملاديتش، بشكل منفصل، التهم التالية:
- التهمة 1 : الإبادة الجماعية.
  - البلديات : براتوناتس، فوتشا، كليوتش، كوتور فاروش، برييدور، سانسكي موست، فلاسينيسا وزفورنيك.

أُسقطت هذه التهمة من محاكمة المدعي العام ضد كارادزيتش. واستشهد بدائرة المحكمة الجنائية الدولية ليوغوسلافيا السابقة بناءً على هذا القرار : «الأدلة، حتى لو اتخذت في أعلى مستوياتها، لا تصل إلى مستوى يمكن لمحاكمة معقولة للوقائع أن تستنتج أن الإبادة الجماعية حدثت في بلديات البوسنة والهرسك».
- التهمة 2 : الإبادة الجماعية.
  - البلدية : سربرنيتسا.
- التهمة 3: الاضطهاد لأسباب سياسية وعرقية ودينية، جريمة ضد الإنسانية.
  - البلديات : بانيا لوكا، بيه لينا، بوسانسكا كروبا، براتوناتس، برتشكو، فوتشا، هادزيسي، إليجا، كالينوفيك، كليوتش، كوتور فاروش، نوفي غراد، نوفو سراييفو، بالي، برييدور، روغاتيتسا، سانسكي موست، سوكولاك، ترنوفو، فلاسينيسا، فوغوتشا، زفورنيك وسربرنيتسا.
- التهمة 4 : الإبادة، جريمة ضد الإنسانية.
- التهمة 5 : القتل، جريمة ضد الإنسانية.
- التهمة 6 : القتل، انتهاك لقوانين أو أعراف الحرب.
- التهمة 7 : الترحيل، جريمة ضد الإنسانية.
- التهمة 8 : الأفعال اللاإنسانية (النقل القسري)، جريمة ضد الإنسانية.
- التهمة 9 : أعمال عنف هدفها الأساسي نشر الرعب بين السكان المدنيين، انتهاك لقوانين أو أعراف الحرب.
- التهمة 10 : هجمات غير مشروعة على المدنيين، انتهاك لقوانين أو أعراف الحرب.
- التهمة 11 : أخذ رهائن انتهاك لقوانين الحرب أو أعرافها.

### محكمة العدل الدولية
كانت مذبحة سريبرينيتشا القضية الأساسية في قضية الإبادة الجماعية البوسنية في محكمة العدل الدولية والتي اتهمت فيها البوسنة والهرسك صربيا والجبل الأسود بارتكاب الإبادة الجماعية. أصدرت محكمة العدل الدولية حكمها في 26 فبراير 2007، والذي وافق على اعتراف المحكمة الجنائية الدولية ليوغوسلافيا السابقة بمذبحة سريبرينيتشا على أنها إبادة جماعية، وبرّأت صربيا من التورط المباشر في الإبادة الجماعية خلال حرب البوسنة، لكنها قضت بأن بلغراد انتهكت القانون الدولي بفشلها في منع حدوث الإبادة الجماعية في سريبرينيتشا عام 1995، وفشلها في محاكمة أو تسليم الأشخاص المتهمين بالإبادة الجماعية إلى المحكمة الجنائية الدولية ليوغوسلافيا السابقة، من أجل الامتثال مع التزاماتها بموجب المادتين الأولى والسادسة من اتفاقية الإبادة الجماعية، ولا سيما فيما يتعلق بالجنرال راتكو ملاديتش. بحُجة حماية أمنها القومي، حصلت صربيا على إذن من المحكمة الجنائية الدولية ليوغوسلافيا السابقة لإبقاء أجزاء من أرشيفها العسكري بعيدًا عن أعين الجمهور أثناء محاكمة المحكمة لسلوبودان ميلوسيفيتش، الأمر الذي أثر بشكل حاسم على حُكم محكمة العدل الدولية في الدعوى المرفوعة ضد صربيا من قبل البوسنة والهرسك. لم تكن المحفوظات مُدرجة في السجل العام للمحكمة الجنائية الدولية ليوغوسلافيا السابقة - على الرغم من أنه كان بإمكان محكمة العدل الدولية، ولكنها لم تفعل ذلك، استدعاء المستندات نفسها. يرفض مكتب المدعي العام المزاعم القائلة بوجود صفقة مع بلغراد لإخفاء وثائق من قضية الإبادة الجماعية في البوسنة في محكمة العدل الدولية.

### محاكم وطنية

#### صربيا
في 10 أبريل 2007، حكمت محكمة جرائم حرب في صربيا على أربعة أعضاء من وحدة العقارب شبه العسكرية بأحكام سجن يبلغ مجموعها 58 عامًا، بعد أن ثبُت إعدامُهم لستة بوسنيين خلال مذبحة سربرينيتسا في يوليو 1995.